# Шутов, Алексей Тимофеевич
 Алексей Тимофеевич Шутов  (14 марта 1907, Базарный Урень, Симбирская губерния — 13 октября 1944, Румыния) — командир 64-й механизированной бригады (7-й механизированный корпус, 2-й Украинский фронт), полковник. Герой Советского Союза.

## Биография
Родился 14 марта 1907 года в селе Базарный Урень в крестьянской семье. После окончания семилетней школы работал в сельском хозяйстве. В 1929 году был призван в Красную Армию. В 1932 году окончил школу военных автотехников. В 1939 году участвовал в освободительном походе советских войск в Западную Украину и Западную Белоруссию. В 1940 году окончил курсы усовершенствования командного состава автобронетанковых войск.

#### Великая Отечественная война
С первых дней войны сражался на Южном, Северо-Кавказском, с октября 1943 года — на 2-м и 3-м Украинском фронтах.
Командир 64-й механизированной бригады полковник Шутов проявил высокое искусство командования бригадой и личное мужество в Дебреценской наступательной операции. 6 октября 1944 года бригада Шутова, войдя в прорыв в районе города Кондорош и действуя по тылам противника, за 5 дней прошла с боями свыше 200 км, нанеся большой урон численно превосходящим силам противника. 11 октября 1944 года в районе города Орадеа-Маре противник превосходящими силами пехоты и танков предпринял контратаку на участке 64-й механизированной бригады. Комбриг Шутов, правильно оценив сложность создавшейся обстановки, лично сам повёл танковый полк в бой. Контратака противника была отбита с большими для него потерями. Шутов, непосредственно находясь в своём командирском танке, был тяжело ранен, но до конца боя управлял боем. В том бою бригадой Шутова было захвачено и уничтожено: 18 танков и самоходных орудий противника, 12 полевых орудий, 3 миномётные батареи, 36 пулемётов, несколько складов с горючим, боеприпасами и др. Комбриг Шутов погиб 13 октября 1944 года. За умелое руководство боевыми действиями бригады, личный героизм полковник Шутов был посмертно представлен к званию Героя Советского Союза.
Указом Президиума Верховного Совета СССР от 28 апреля 1945 года за образцовое выполнение боевых заданий командования на фронте борьбы с немецкими захватчиками и проявленные при этом отвагу и героизм полковнику Шутову Алексею Тимофеевичу присвоено звание Героя Советского Союза с вручением ордена Ленина и медали «Золотая Звезда» (посмертно).
Похоронен в братской могиле в Тирасполе.

## Награды
- Медаль «Золотая Звезда» (28.04.1945)[3][4];
- орден Ленина (28.04.1945);
- два ордена Красного Знамени (13.04.1943[5]; 04.02.1944[6]);
- орден Кутузова II степени (13.09.1944)[7];
- орден Красной Звезды (20.11.1942[8]);
- медали.